# Техничка школа Железник
Техничка школа Железник је средња школа на општини Чукарица у Београду. Налази се у улици Југословенска 4, у насељу Железник.

## Историјат
Упоредо са изградњом фабрике „Иво Лола Рибар“ у Железнику, 1948. године, за потребе школовања њених будућих радника, основана је и Техничка школа, која је дуги временски период била везана за фабрику и пратила развој индустрије Иво Лола Рибар. Подигли су је акцијаши који су изградили и фабрику. Фабрике више неме, али школа је опстала и дан данас школује будуће стручњаке машинства и електротехнике. Школа се мењала како су се мењале и потребе друштва. У јануару 1993. године одвојена је од индустрије и уврштена у мрежу школа. Тада је понела име Техничка школа, које носи и данас.

## Школа данас
Данас школа представља савремено опремљену и организовану установу за средње стручно образовање. У њој се образују ученици у два подручја рада: 
- машинство и обрада метала и
- електротехника.

Техничка школа је данас опремљена савременим кабинетима и лабораторијама у којима више од 400 ђака стиче основно знање из ових области. Наставу изводи више од 40 високостручних наставника теоријске и практичне наставе, а захваљујући постојећим просторним могућностима настава се изводи у једној смени.
Школу је могуће похађати и ванредно, а могућа је и преквалификација и доквалификација кадра.
У склопу школе налазе се: 
- сала за спортове
- отворени терени за рукомет, кошарку и одбојку
- свечана сала изграђена као амфитеатар
- школска библиотека са преко 11.000 наслова и читаоницом.[5]

## Смерови у школи

##### Машинство и обрада метала
- машински техничар за компјутерско конструисање (4 године)
- техничар за компјутерско управљање (4 године)
- машинбравар (3 године)
- заваривач (3 године)

##### Електротехника
- електротехничар рачунара (4 године)[2]
- [5] електротехничар информационих технологија (4 године)

## Мисија
Мисија школе је подизање нивоа опште и техничке културе и стицање и продубљивање знања и вештина у области машинства и електротехнике.